# Giovanni Vacca (matematico)
Giovanni Vacca (Genova, 18 novembre 1872 – Roma, 6 gennaio 1953) è stato un matematico, storico della scienza e sinologo italiano.

## Biografia
Assistente di Giuseppe Peano, dopo essersi occupato di calcolo infinitesimale, si diede agli studi storici della scienza e di qui allo studio della civiltà cinese. Questi studi gli valsero la cattedra di Storia e Geografia dell'Asia presso l'Università degli Studi di Firenze e successivamente presso quella di Roma (1923). Fu anche collaboratore dell'Enciclopedia Italiana, sia nelle voci di matematica che in quelle riguardanti la sinologia e le religioni orientali.
Sposò nel 1921 l'arabista e islamista Virginia De Bosis Vacca, dalla quale ebbe i figli Ernesta e Roberto, quest'ultimo noto divulgatore scientifico e saggista.